# کنه‌شکلان
کنه‌شکلان(نام علمی: Acariformes) نام یک فراراسته از زیررده کنه‌ها است.